# Taghaza

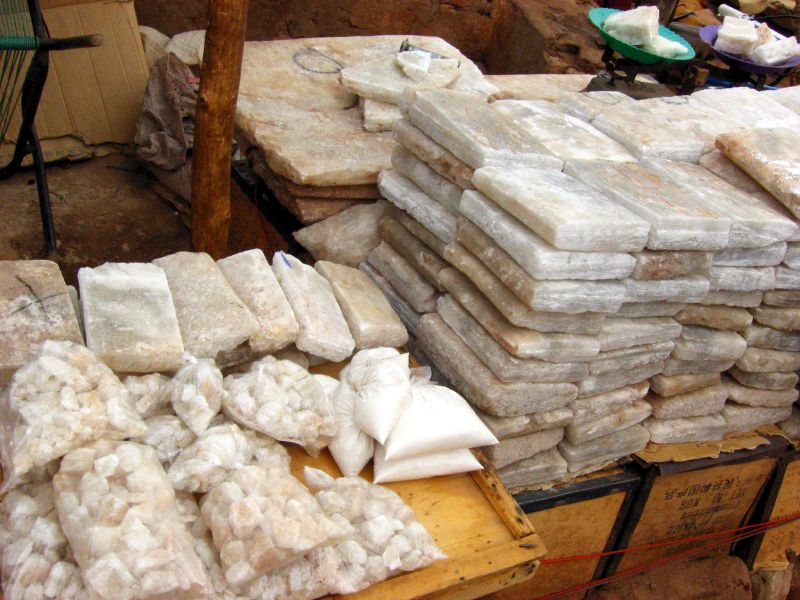
Steinsalz auf dem Markt in Mopti

Koordinaten: 23° 37′ N, 4° 59′ W
Taghaza (auch: Tghaza oder: Terhazza) ist ein verlassener Salz-Tagebau in einer Sebkha, einem früheren Salzsee der Sahara im Norden von Mali, 800 km nördlich von Timbuktu.

## Bedeutung
Taghaza war einst eine wichtige Station der Handelsroute von Sidschilmasa nach Walata, bzw. ab etwa 1400 nach Timbuktu. Ihre Bedeutung für den Transsaharahandel zwischen Maghreb und Westafrika beruhte auf dem Umstand, dass sie, auf halbem Weg von Südmarokko zum Niger, ideale Zwischenrast bot, neben dem Vorkommen von qualitativ hochwertigem Steinsalz, das in Blöcken für die Salzversorgung des Viehs nach Westafrika exportiert wurde. Dieses war neben Luxusartikeln aus der Mittelmeerregion ein wichtiger Tauschgegenstand für das Gold aus dem Waldland von Guinea, das über die Reiche der Sahelzone (siehe: Reich von Ghana, Reich von Mali und Songhaireich) gehandelt wurde.

## Geschichte bis 1600

Handelsrouten der Westsahara im Zeitraum 1000–1500. Goldfelder sind hellbraun markiert.

Taghaza wurde um 1275 erstmals urkundlich (als Taghara) vom persischen Geographen Zakariya Qazwini erwähnt. Er berichtete, die Mauern der Stadt beständen aus Salzplatten, die von Sklaven gewonnen würden. 1352 erreichte nach fünfundzwanzigtägiger Karawanentour der Weltreisende Ibn Battūta, auf dem Weg von Sidschilmasa nach Walata, den Marktflecken Taghaza. Er berichtete, die Hütten der Minensklaven bestünden aus Salzplatten, mit Kamelhäuten als Dachdeckung, und es gebe nur brackiges Wasser, viele Fliegen, aber keine Bäume. Gleichwohl aber würde intensiver Handel um Gold(staub) betrieben. Die Ergiebigkeit der Saline ließ Vermutungen zu, dass Taghaza die bereits von al-Bakrī beschriebene Salzmine Tatental gewesen sein könnte. 1375 wurde Taghaza durch Erwähnung im Katalanischen Weltatlas in Europa bekannt. Im 15. Jahrhundert übernahm das Songhaireich die Kontrolle Taghazas. Um 1510 verbrachte der arabische Geograph Leo Africanus drei Tage in Taghaza. In seinem Werk Descrittione dell’Africa („Beschreibung Afrikas“) beklagte er sich über das brackige Brunnenwasser und die prekäre Nahrungsversorgung, die von zwanzig Tagesritten entfernten Lieferquellen abhing. Als es nach 1540 zum Konflikt mit den aus Marokko stammenden Saadiern um Taghaza kam, und diese unter Ahmad al-Mansur 1586 die Salzmine eroberten, gaben die Songhai Taghaza auf und erschlossen stattdessen die in südöstlicher Richtung 150 km entfernt gelegene Salzmine von Taoudenni im Tal der Gazellen. Bereits fünf Jahre später zerbrach das Songhaireich nach einem Angriff der Saadier. Da nunmehr eine Ordnungsmacht fehlte, die die Handelsrouten sichern konnte, wurde der Transsaharahandel im westlichen Teil der Sahara schwer gestört: Die Hauptroute des Handels verlagerte sich auf die Bornustraße zwischen dem Tschadsee und Tripolis.

## Geschichte nach 1600
1828 passierte René Caillié, in Begleitung einer aus Timbuktu kommenden Karawane, die aus 1400 Dromedaren bestand und Sklaven, Gold, Elfenbein, Gummiharz und Straußenfedern transportierte, die Ruinen von Taghaza.
1938 beschrieb der Afrikaforscher Théodore Monod deren Zustand. 1961 publizierte Raymond Mauny für das Institut fondamental d’Afrique noire (IFAN) in Dakar eine Bestandsaufnahme der 8 und 4 Hektar großen, im Abstand von 3 km zueinander liegenden Ruinenstätten.

## Methode des Salzabbaus
Taoudenni hingegen liefert weiterhin Salz für die Viehherden der Sahelzone nach Timbuktu. Es wird dort, wie seinerzeit in Taghaza, im Tagebau gewonnen: Unter einer etwa 1,50 m dicken Deckschicht aus Lehm und minderwertigem Salz befinden sich in Taoudenni bis zu einer Tiefe von 4 m qualitativ hochwertige Steinsalzschichten, deren unterste die beste Qualität liefert. Unter extremen Bedingungen werden daraus mit primitiven Werkzeugen etwa 1,25 × 0,50 m große und 30 kg schwere Steinsalzplatten geschlagen, von zumeist in Schuldknechtschaft stehenden Arbeitern. Mit einer Azalai genannten Karawane werden die Salzbarren in 20 Tagen nach Timbuktu transportiert, wobei ein Dromedar jeweils vier dieser Salzplatten tragen kann.

## Heutige Situation
Im Jahr 2007 begannen Aktivitäten algerischer und italienischer Erdölfirmen nahe Taoudenni. Die heutige Situation im äußersten Norden Malis ist prekär. Hier verlaufen zentrale Transportwege für Drogen aus Südamerika für den europäischen Markt.